# Kolsko (village)
Pour les articles homonymes, voir Kolsko.
Kolsko (prononciation : [ˈkɔlskɔ]) est un village polonais de la gmina de Kolsko dans le powiat de Nowa Sól de la voïvodie de Lubusz dans l'ouest de la Pologne.
Le village est le siège administratif (chef-lieu) de la gmina appelée gmina de Kolsko.
Il se situe à environ 24 kilomètres au nord-est de Nowa Sól (siège de le powiat) et 31 kilomètres à l'est de Zielona Góra (siège de la diétine régionale).
Le village comptait approximativement une population de 1 000 habitants en 2006.

## Histoire
Au cours du deuxième partage de la Pologne en 1793, le village est annexé par le Royaume de Prusse sous le nom de Kolzig. De 1793 à 1945, Kolzig fait partie de l'arrondissement de Grünberg-en-Silésie dans le district de Liegnitz au sein de la province de Silésie.
Après la Seconde Guerre mondiale, avec la mise en œuvre de la ligne Oder-Neisse, le village retourne à la République populaire de Pologne. La population d'origine allemande est expulsée et remplacée par des polonais.
De 1975 à 1998, le village appartenait administrativement à la voïvodie de Zielona Góra.

Depuis 1999, il appartient administrativement à la voïvodie de Lubusz